# Emory Speer
Emory Speer (* 3. September 1848 in Culloden, Monroe County, Georgia; † 13. Dezember 1918 in Macon, Georgia) war ein US-amerikanischer Jurist und Politiker. Zwischen 1879 und 1883 vertrat er den Bundesstaat Georgia im US-Repräsentantenhaus.

## Werdegang
Emory Speer erhielt eine gute Grundschulausbildung. Im Alter von 16 Jahren nahm er ab 1864 als Soldat im Heer der Konföderation an der Endphase des Bürgerkrieges teil. Danach studierte er bis 1869 an der University of Georgia in Athens. Nach einem Jurastudium und seiner Zulassung als Rechtsanwalt begann er in Athens in seinem neuen Beruf zu arbeiten. Zwischen 1873 und 1876 war er Generalstaatsanwalt (Solicitor General) des Bundesstaates Georgia.
Im Jahr 1876 kandidierte Speer noch erfolglos für den Kongress. Bei den Kongresswahlen des Jahres 1878 wurde er dann als unabhängiger Kandidat im neunten Wahlbezirk von Georgia in das US-Repräsentantenhaus in Washington, D.C. gewählt, wo er am 3. März 1879 die Nachfolge von Hiram Parks Bell antrat. Nach einer Wiederwahl konnte er bis zum 3. März 1883 zwei Legislaturperioden im Kongress absolvieren. Bei den Wahlen des Jahres 1882 wurde er nicht bestätigt.
Zwischen 1883 und 1885 war Emory Speer Bundesstaatsanwalt für den nördlichen Teil von Georgia. Von 1885 bis zu seinem Tod im Jahr 1918 fungierte er als Richter am Bundesbezirksgericht für den südlichen Teil des Staates. Gleichzeitig war er zwischen 1893 und 1918 Dekan der juristischen Fakultät der Mercer University. Er starb am 13. Dezember 1918 in Macon, wo er auch beigesetzt wurde.